# Quinta Mamá
La Quinta Mamá también conocida como Casa de la Familia Pérez Jiménez o Casa de Francisco Pérez Jiménez es el nombre que recibe una edificio de valor histórico localizado en la Calle Mohedano en el Caracas Country Club, Parroquia Chacao del Municipio Chacao, este de la ciudad de Caracas, en la jurisdicción del Estado Miranda al centro norte del país sudamericano de Venezuela y muy cerca de los límites actuales del Municipio Libertador de Caracas (Distrito Capital). 
Destaca por haber sido una de las residencias usadas por familiares del dictador Venezolano Marcos Pérez Jiménez desde la década de los 50 del siglo XX y además por su lujo y su arquitectura Art Deco. La Casa fue llamada Mama en honor a la madre del gobernante (Adela Jiménez de Pérez) y un gran óleo con su retrato presidía el Salón Principal de la Mansión. Según algunas fuentes fue el propio Pérez Jiménez el que ordenó la construcción de la Quinta para su madre.

## Historia
Durante la dictadura del general Marcos Pérez Jiménez entre 1952 y 1958 se construyeron diversas edificaciones en todo el país siguiendo la política perezjimenista de levantar numerosas estructuras que se consideraban ayudarían al progreso del país como la Ciudad Universitaria de Caracas, el Teleférico de Caracas o el Hotel Humboldt. Pero tras su derrocamiento salieron a la luz otras construcciones de diverso tipo que eran utilizadas por funcionarios del gobierno y sus familiares, y que revelaban el estilo de vida suntuoso de los gobernantes de la época. Una de esas estructuras fue la Quinta Mama que sirvió como residencia del hermano del entonces presidente Francisco Pérez Jiménez (abogado, antiguo Director de Correos durante el gobierno de su hermano) y su familia incluyendo su esposa Elba Olivares y la madre del dictador Adela Jiménez de Pérez.

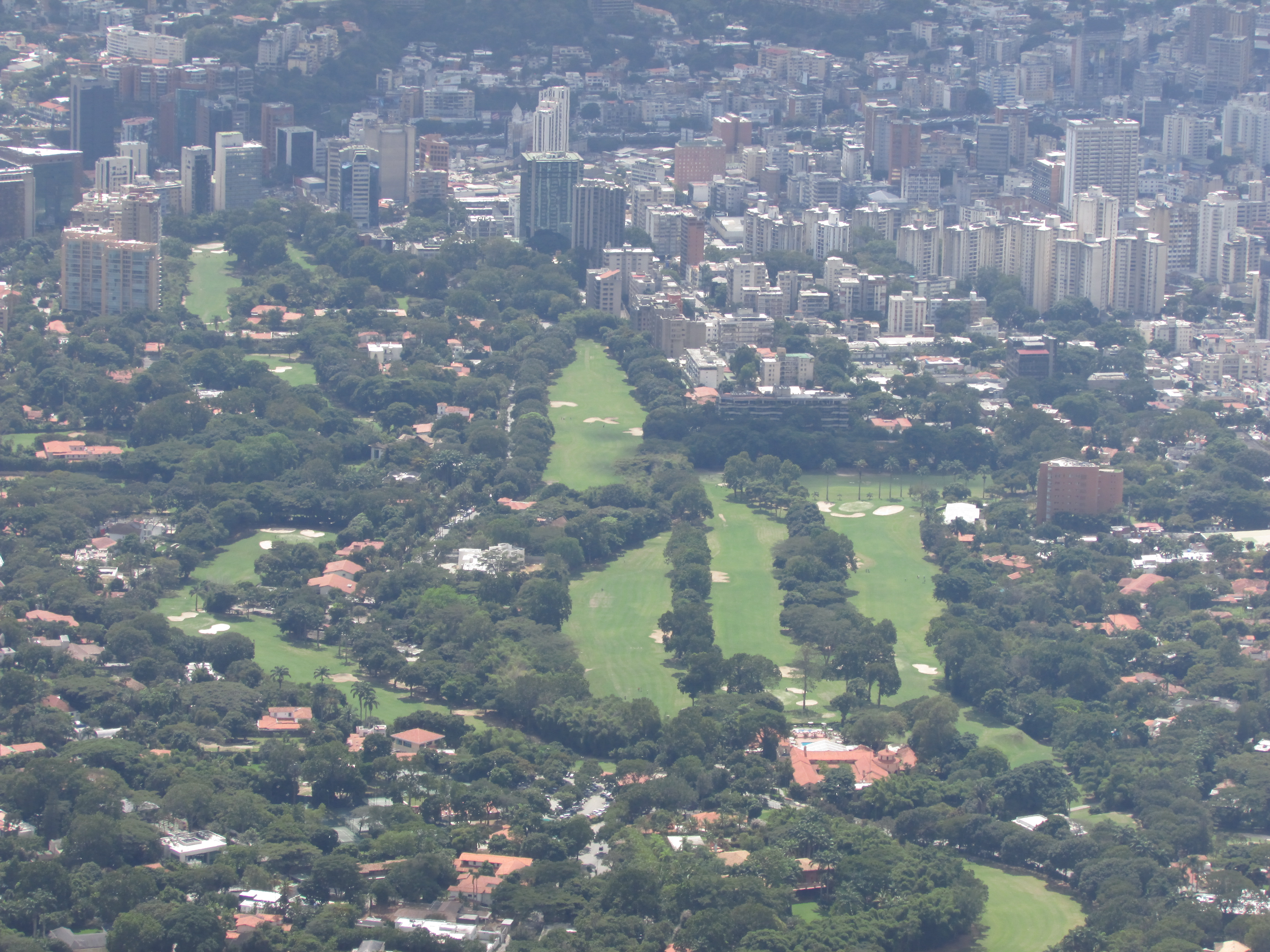
Vista de los Campos de Golf del Caracas Country Club justo al lado de la Quinta

En 1958 el edificio fue saqueado por partidarios del golpe de Estado de 1958 en ese ataque fue dañado el Telescopio de la casa Carl Zeiss, que fue enviado a Alemania para su reparación pero no fue posible su restauración. En las siguientes décadas la estructura siguió perteneciendo a la familia Pérez Jiménez (su hermano y su esposa además de su madre permanecieron en el país y recuperaron la propiedad años después), En 1965 fue sede de la Fundación Hogar Americano, hasta que fue devuelta a sus antiguos propietarios. En la década de los 90 el edificio ya estaba en venta y a principios del siglo XXI todavía era usado para realizar fiestas y eventos.
El Cortometraje "50 – 90 era jugando" del director Carlos Castillo, fue inspirado en este lugar. La cadena de televisión venezolana RCTV grabó una telenovela en este mismo espacio, lo mismo hizo Venevisión con una serie. Numerosas escenas de películas, comerciales y otras actividades similares se realizaron en la mansión. Durante un tiempo sirvió como residencia del embajador de China en Venezuela. En 2008 Latina producciones la utilizó para algunas de sus actividades.
Cerca de la residencia en febrero de 1993 fue asesinado Francisco Pérez Jiménez cuando salía a caminar. Su esposa vendió la mansion en 1995, subastó gran parte de los muebles y se mudó a un apartamento más pequeño hasta que murió en 2007 sin descendencia. A partir de ese momento el edificio fue rentado para diversos fines. En 2007 se realizó allí un obra de Teatro, El Amor de Fedra. En 2012 la banda venezolana "Famasloop" filmó su vídeo "Más Cerquita" en el mismo espacio. Actualmente la Quinta se encuentra abandonada.

## Características
El edificio ubicado al lado del Colegio Jardín Franciscano se localiza en una propiedad de 5.500 metros cuadrados, con 4 niveles, posee forma de pastel o torta es un palacete lujoso estilo Art Deco con muchos mosaicos y formas geométricas curiosas, tiene vistas a los campos de golf además de numerosas habitaciones, discoteca, biblioteca, fuentes, sótano, jardines, un observatorio y mirador en la terraza y una serie de túneles que recuerda la arquitectura de los años 50 en Caracas.
En el lugar también existía una bodega de vinos que podía servir a su vez como refugio antiaéreo.
Se cree el palacio fue hecho a semejanza de uno que existe en Estambul, Turquía que era del agrado del hermano del gobernante. Fue concebido para parecer un barco. La piscina tiene forma de guitarra. Posee además una sala dedicada a albergar una colección de monedas. Uno de los despachos poseía una imagen del antiguo escudo de Venezuela en relieve.
Además poseía una pequeña Capilla dedicada a la Virgen del Valle patrona del Oriente venezolano, de los pescadores y de la Armada Nacional de Venezuela.